# Saison 3 de The Voice : La Plus Belle Voix
La troisième saison de The Voice : La Plus Belle Voix, émission française de télé-crochet musical, a été diffusée du 11 janvier 2014 au 10 mai 2014 sur TF1. Elle a été animée par Nikos Aliagas et Karine Ferri.
L'émission a été remportée par Kendji Girac, coaché par Mika.

## Nouveautés
Quelques aménagements et ajouts ont été faits par rapport à la saison précédente :
- les coachs doivent désormais former une équipe de quatorze candidats (et non plus de seize) en 6 émissions ;
- lors de certaines « auditions à l'aveugle », un rideau blanc recouvre la scène et cache le candidat au public et aux caméras. Le rideau s'ouvre à la fin de la prestation de l'interprète ;
- une nouvelle épreuve intitulée Épreuve ultime se situe chronologiquement entre les battles et les lives. À la fin de cette épreuve, le nombre de candidats est de six par équipe[2].

## Coachs et candidats
Le casting est annoncé pendant la finale de la deuxième saison, en avril 2013, ainsi que sur le site de TF1.
Les chanteurs Garou, Jenifer et Florent Pagny retrouvent leur place de coachs de l'émission. Mika fait son arrivée en remplacement de Louis Bertignac,. Ils sont secondés par des coachs vocaux qui accompagnent les talents pendant la durée de la compétition : Angie Berthias-Cazaux pour l'équipe de Florent Pagny, Nathalie Dupuy pour l'équipe de Jenifer, Sarah Sanders pour l'équipe de Mika et Damien Silvert pour l'équipe de Garou.
Chacun des quatre coachs est secondé par d'autres artistes lors de la phase des Battles. Garou est entouré de Corneille et Gérald de Palmas, Élodie Frégé et Stanislas secondent Jenifer, Mika est assisté de Kylie Minogue et enfin Pascal Obispo et Hélène Ségara soutiennent Florent Pagny.
Tout comme pour les précédentes saisons, la production recherche des chanteurs déjà expérimentés. Dès novembre 2013, plusieurs noms de candidats circulent dans la presse comme ceux de Marina D'Amico, Ginie Line, Edu del Prado, Spleen, Aline Lahoud, Doushka Esposito, Marie Payet. Ces deux dernières ne sont sélectionnées par aucun coach.
De plus, d'autres candidats bénéficient déjà d'expériences professionnelles tels Julie Erikssen et Spleen. Emma Shaka a déjà sorti l'album Who I Am. Igit a enregistré un single intitulé Million Cigarettes en 2013. Santo Barracato et Sophie Delmas sont également sélectionnés pour l’émission télévisée. Florence Coste a joué dans la comédie musicale Aladin. Akram Sedkaoui est l'interprète de la chanson Unidos Para La Música, du DJ David Vendetta. L'acadienne Caroline Savoie a sorti deux mini-albums. Certains possède une certaine notoriété sur internet : Kendji Girac est déjà connu avec sa reprise de Bella de Maître Gims. Celle-ci a été vue plus de cinq millions de fois. Fréro Delavega est un duo composé de Jérémy Frérot et Flo Delavega qui s'est fait connaître sur YouTube.
Enfin, certains interprètes ont déjà passé la porte de castings de télé-crochets. Manon Trinquier a participé à la huitième saison de Nouvelle Star sur M6 en 2010. Gwendal Marimoutou a participé à l'école du Roi lion, à la quatrième saison de La France a un incroyable talent en 2009, a fait partie du groupe Pop's Cool et est à l'affiche du film Les Profs. La québécoise Jacynthe Véronneau est arrivée en demi-finale de la première saison de La Voix. Son compatriote François Lachance est connu pour avoir participé en 2012 à la cinquième cuvée de Star Académie. Il sort le 12 novembre 2013 l'album J'suis là. Amir Haddad se fait connaitre en 2006 en participant à la version israélienne de Nouvelle Star, Kohav Nolad, à laquelle il accédera à la finale. Wesley, avec son groupe Tale of Voices, a participé aux émissions Sing-Off 100 % Vocal sur France 2, dont il est le vainqueur, puis à la huitième saison de La France a un incroyable talent en 2013 sur M6. Natacha Andreani a participé au casting de la deuxième saison mais n'a pas été retenue. Elle sera appelée par la production l'année d'après. Carine Robert a participé à la première saison mais n'avait pas été retenue.
À noter, également, que des chanteurs ont fait partie des candidats des auditions à l'aveugle, mais n'ont été sélectionnés par aucun coach. Fabien Incardona fut finaliste du télé-crochet Entrées d'Artistes de Pascal Sevran sur France 2 en 2005 et finaliste de la sélection nationale française pour le concours Eurovision de la chanson 2006 sur France 3. Laetitia Sole avait déjà participé à la première saison sans avoir été retenue. Linda Lee Hopkins a déjà collaboré avec de très nombreux professionnels comme Bob Sinclar, David Vendetta et Marc Cerrone. Elle est l’interprète des titres The Beat Goes On et Kiss My Eyes, classés tous deux dans les hit-parades de trois pays,.

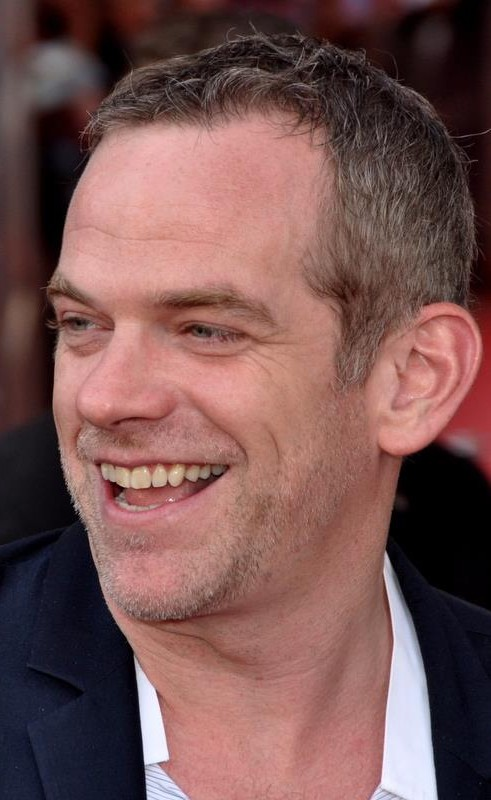
Garou
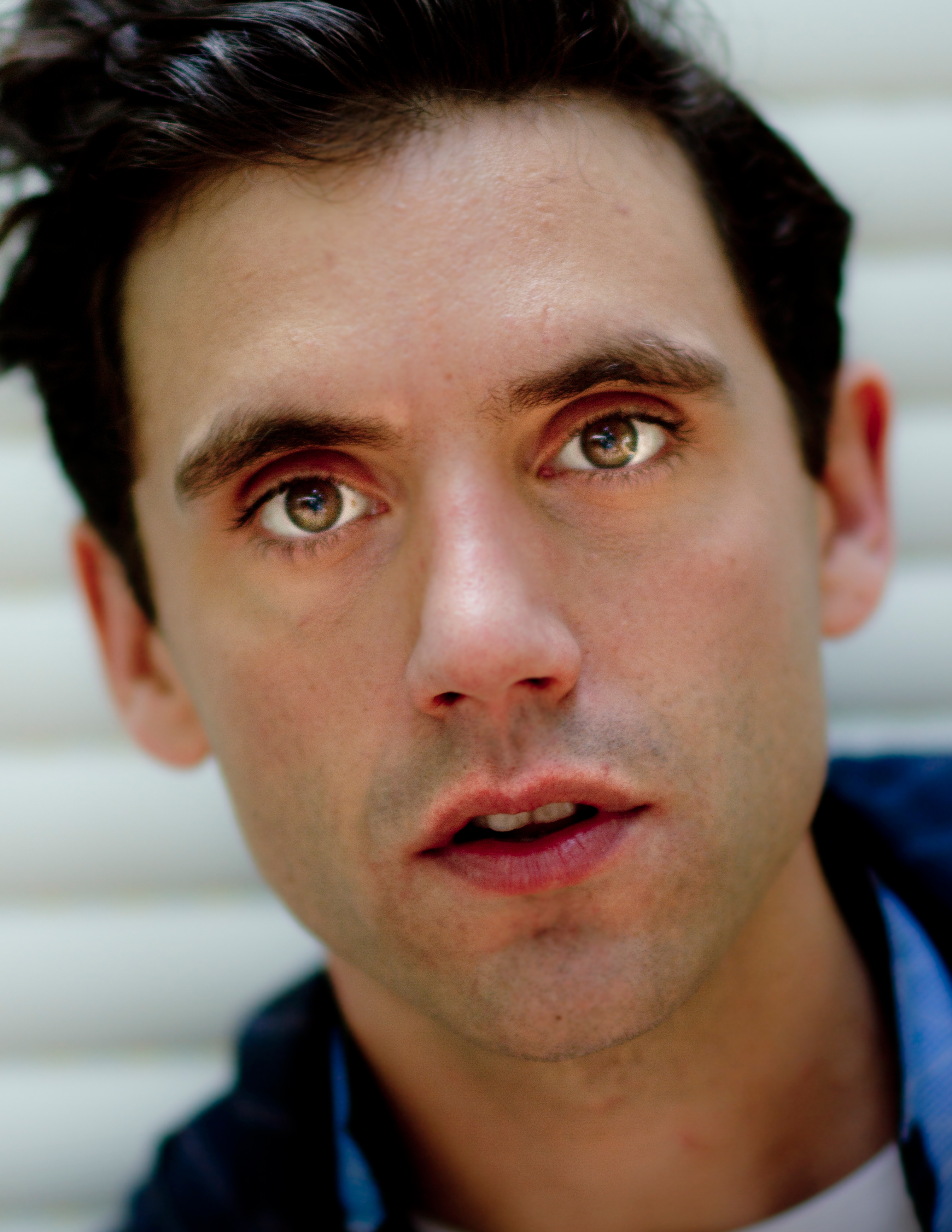
Mika
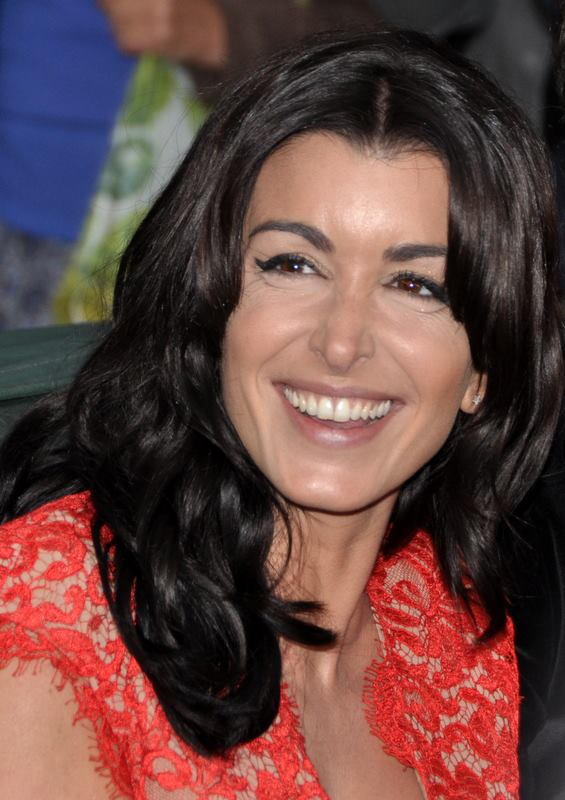
Jenifer
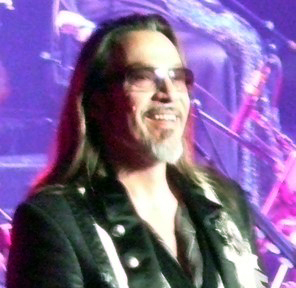
Florent Pagny

- Vainqueur
- Deuxième
- Troisième
- Quatrième
- Volé(e) aux Battles

| Étapes                        | Florent Pagny    | Jenifer            | Mika                   | Garou               |
| ----------------------------- | ---------------- | ------------------ | ---------------------- | ------------------- |
| Finalistes                    | Wesley           | Amir Haddad        | Kendji Girac           | Maximilien Philippe |
| Éliminés aux Lives            | Stacey King      | Manon Trinquier    | Élodie Martelet        | Igit                |
| Éliminés aux Lives            | Charlie          | La Petite Shade    | Fréro Delavega         | Flo                 |
| Éliminés aux Lives            | Juliette Moraine | Lioan              | Caroline Savoie        | Natacha Andreani    |
| Éliminés aux Lives            | Claudia Costa    | Emma Shaka         | Marina D'Amico         | Tifayne             |
| Éliminés aux Lives            | Bruno Moreno     | Ginie Line         | Spleen                 | Pierre Edel         |
| Éliminés aux Épreuves ultimes | Alexia Rabé      | Roman              | Cloé                   | Mélissa Bon         |
| Éliminés aux Épreuves ultimes | Teiva            | Elliott Schmitt    | Jacynthe Véronneau     | Gwendal Marimoutou  |
| Éliminés aux Épreuves ultimes | Adrien Abelli    | Julie Erikssen     | Fabienne Della-Moniqua | Mélissa Maugran     |
| Éliminés aux Battles          | Julie Erikssen   | Jacynthe Véronneau | Pierre Edel            | Cloé                |
| Éliminés aux Battles          | Santo Barracato  | Rich Ly            | Mélissa Bon            | Charlie             |
| Éliminés aux Battles          | Jérémy Ichou     | Margie             | Claudia Costa          | Roman               |
| Éliminés aux Battles          | Sophie Delmas    | François Lachance  | Quentin                | Mamido              |
| Éliminés aux Battles          | Carine Robert    | Florence Coste     | Youness                | Kissamilé           |
| Éliminés aux Battles          | Jérémy Bertini   | Leïla Huissoud     | Akram Sedkaoui         | Alex                |
| Éliminés aux Battles          | Aline Lahoud     | Sarah Jad          | Najwa                  | Noémie Garcia       |
| Éliminés aux Battles          | Edu Del Prado    | Ayelya             |                        |                     |

### Étapes de la saison 3
- Voici toutes les étapes de la saison 3 :

## Étape 1: les auditions à l'aveugle
Appelés « auditions à l'aveugle », les castings devant les caméras se déroulent en novembre 2013 au studio du Lendit et sont diffusés en janvier et février 2014.
Le principe est, pour les quatre coachs, de choisir les meilleurs candidats présélectionnés par la production. Un casting sauvage a préalablement été organisé à la recherche de candidats venus de la comédie musicale plutôt que de la télévision. Lors des prestations de chaque candidat, chaque juré et futur coach est assis dans un fauteuil, dos à la scène et face au public, et écoute la voix du candidat sans le voir (d'où le terme « auditions à l'aveugle ») : lorsqu'il estime qu'il est en présence d'un candidat qui lui convient, le juré appuie sur un buzzer devant lui, qui fait alors se retourner son fauteuil face au candidat. Cela signifie que le juré, qui découvre enfin physiquement le candidat, est prêt à coacher le candidat et le veut dans son équipe. Si le juré est seul à s'être retourné, alors le candidat va par défaut dans son équipe. Par contre, si plusieurs jurés se retournent, c'est au candidat de choisir quel coach il veut rejoindre.
| Légende | Le coach a buzzé (« Je vous veux ») | Le candidat est dans l'équipe du coach qui l'a buzzé (s'il est le seul à avoir buzzé) | Le candidat rejoint l’équipe du coach (dans le cas où ils sont plusieurs à avoir buzzé) | Le candidat est éliminé |

### Épisode 1: les auditions à l'aveugle (1)
Le premier épisode a été diffusé le 11 janvier 2014 à 20h50.
Le gagnant de la saison 2, Yoann Fréget, est l’invité de ce premier épisode et interprète "Sauras-tu m’aimer", sa chanson choisie pour le film "La belle et la bête", de Vincent Cassel.
Pour lancer la saison, les quatre coachs ont chanté Bohemian Rhapsody de Queen, au début de l'émission.

### Épisode 2: les auditions à l'aveugle (2)
Le deuxième épisode a été diffusé le 18 janvier 2014 à 20h50.

### Épisode 3: les auditions à l'aveugle (3)
Le troisième épisode a été diffusé le 25 janvier 2014 à 20h50.

### Épisode 4: les auditions à l'aveugle (4)
Le quatrième épisode a été diffusé le 1er février 2014 à 20h50.
Louis Delort est l’invité de The Voice, La Suite.

### Épisode 5: les auditions à l'aveugle (5)
Le cinquième épisode a été diffusé le 8 février 2014 à 20h50.

### Épisode 6: les auditions à l'aveugle (6)
Le sixième épisode a été diffusé le 15 février 2014 à 20h50.

## Étape 2: lesbattles
Au sein de leurs équipes, les coachs ont créé des duos de candidats, selon les registres vocaux de leurs candidats, pour chanter une chanson. À chaque prestation de duo, l'un des deux est qualifié pour l'étape suivante (l'Épreuve ultime) par son coach, et l'autre est définitivement éliminé, à moins qu'un autre coach le veuille dans son équipe, grâce à une règle qui peut tout changer : le repêchage. Ainsi, lorsque le coach dont la battle vient d'avoir lieu rend son verdict, les autres coachs ont alors la possibilité de buzzer le candidat éliminé (signifiant « je vous veux »). Comme aux auditions à l'aveugle, si un seul coach buzze le candidat, ce dernier rejoint l'équipe de ce coach. S'ils sont plusieurs coachs à le buzzer, c'est alors le candidat qui choisit le coach qu'il souhaite rejoindre. Les coachs peuvent ainsi repêcher deux candidats éliminés dans une autre équipe, ce qui va porter à neuf le nombre de candidats par équipe à l'issue des battles, soit 36 candidats au total. Cependant, cette année, ces neuf candidats par équipe ne seront pas qualifiés pour les directs mais pour une nouvelle épreuve, l'épreuve ultime qui réduira les équipes à six candidats par équipe.
Durant les battles, chaque coach est assisté d'autres chanteurs (co-coachs), pendant les répétitions :
- Florent Pagny est assisté d'Hélène Ségara et de Pascal Obispo ;
- Jenifer est assistée de Stanislas et d'Élodie Frégé ;
- Mika est assisté de Kylie Minogue ;
- Garou est assisté de Corneille et de Gérald de Palmas.

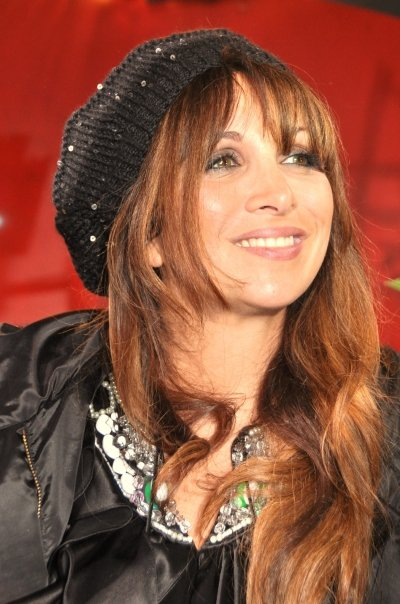
Hélène Ségara, co-coach de Florent Pagny
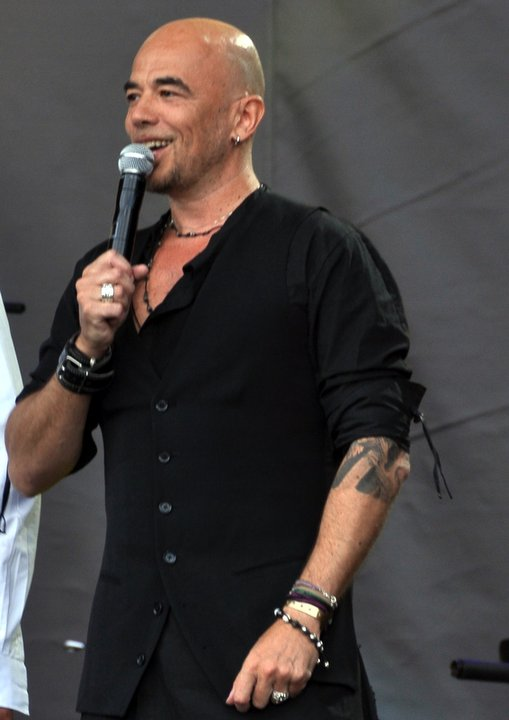
Pascal Obispo, co-coach de Florent Pagny
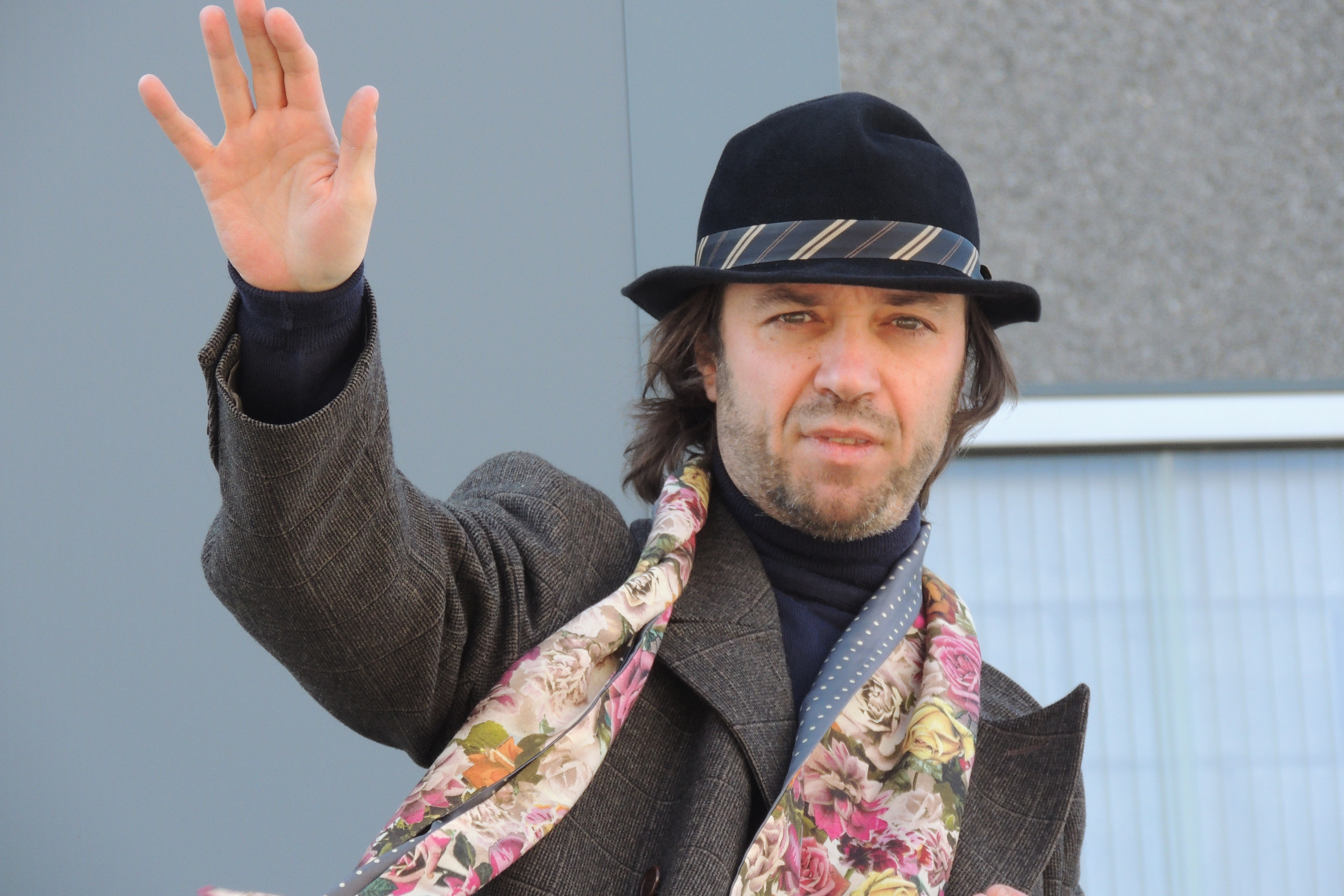
Stanislas, co-coach de Jenifer
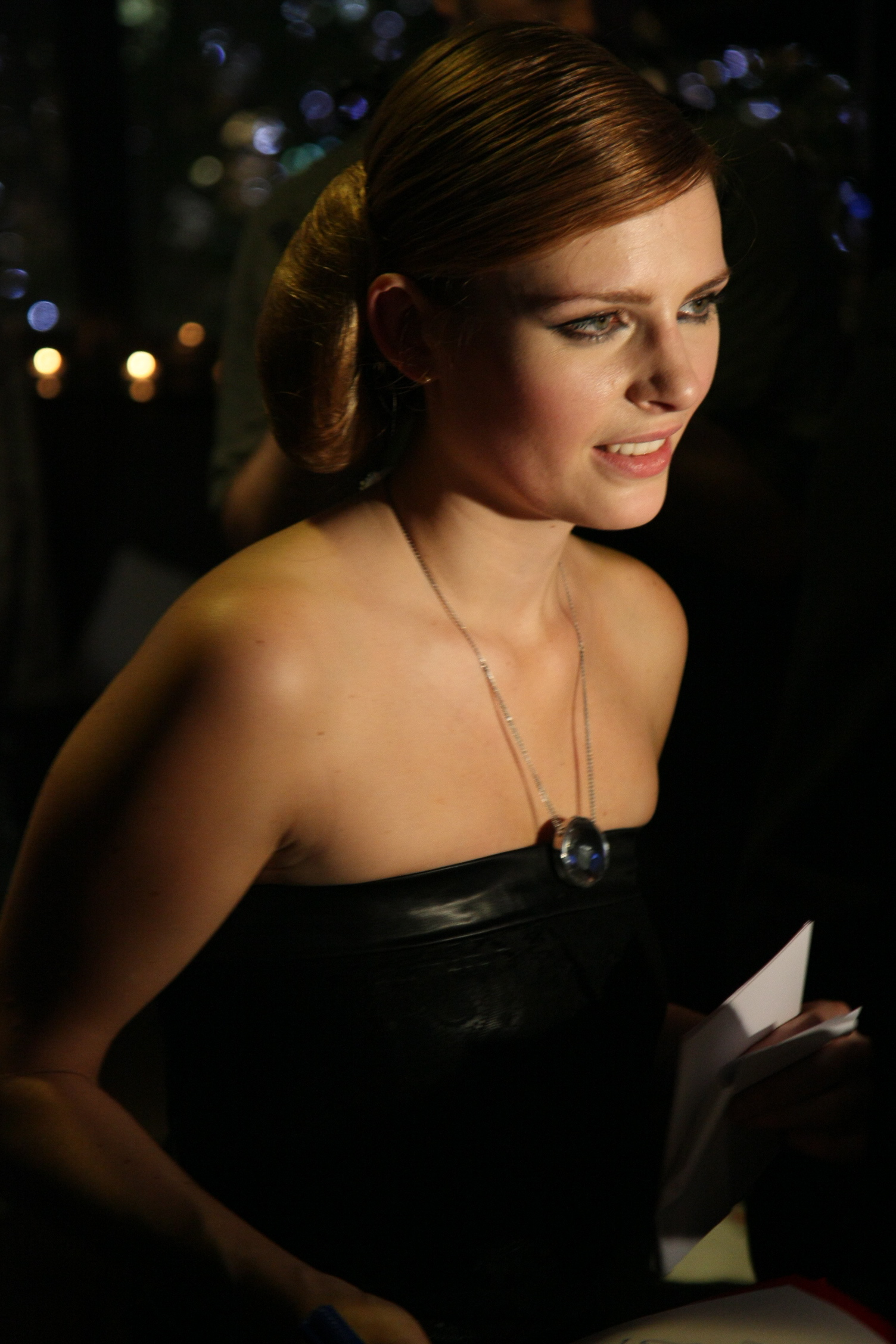
Élodie Frégé, co-coach de Jenifer
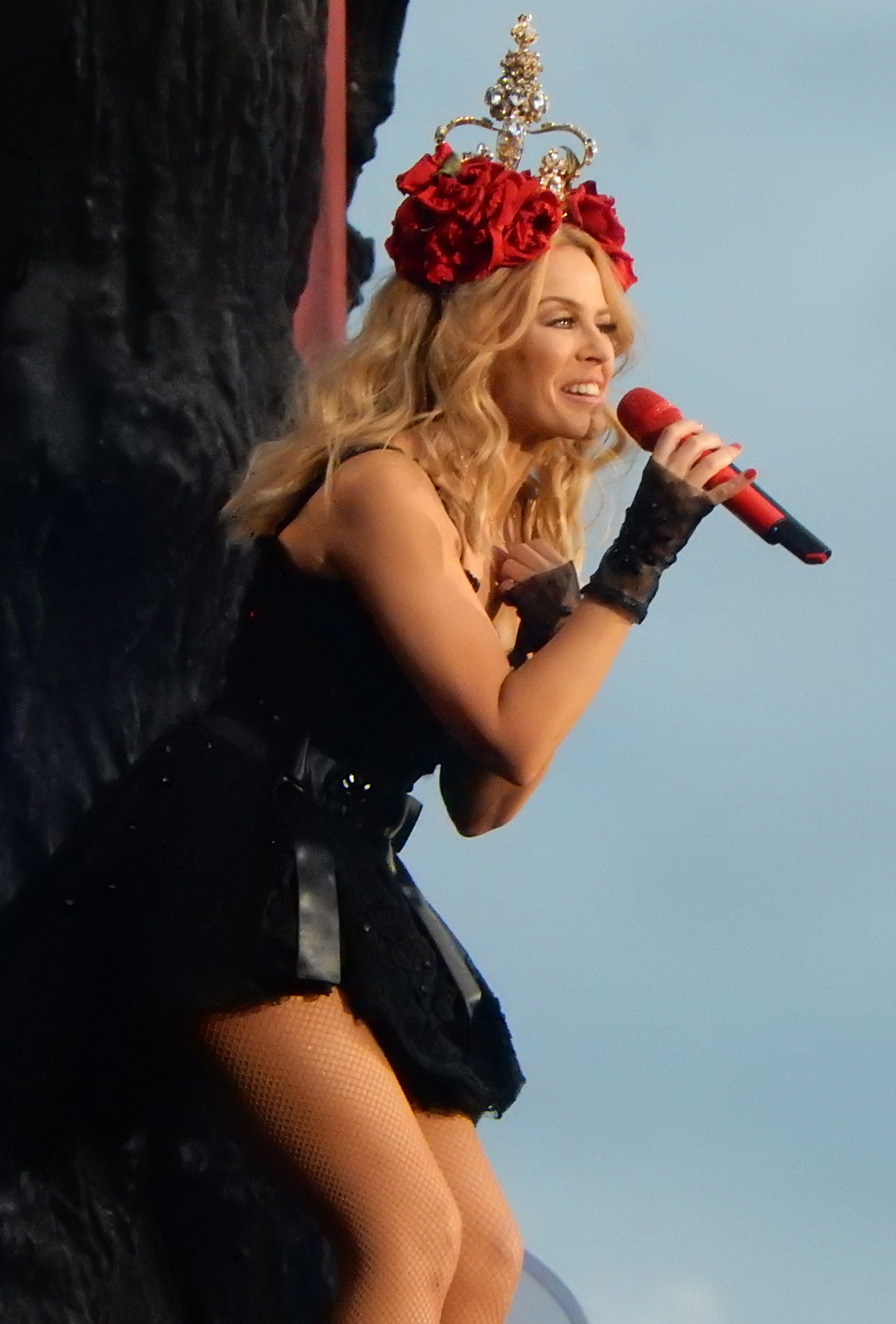
Kylie Minogue, co-coach de Mika
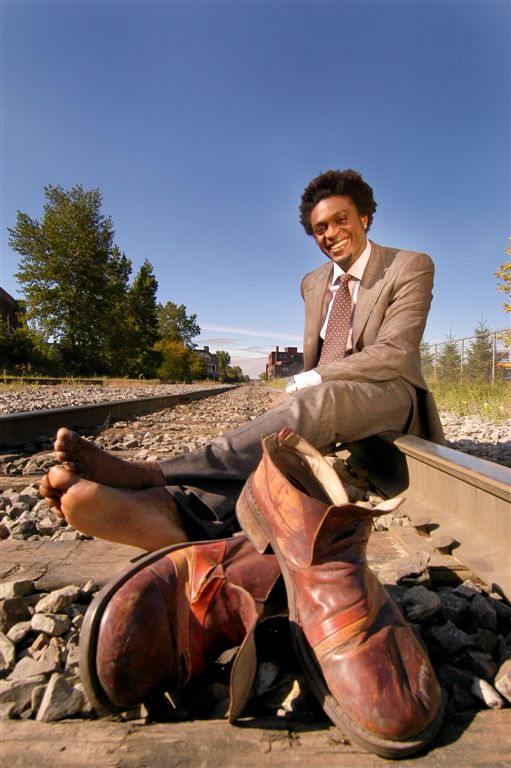
Corneille, co-coach de Garou
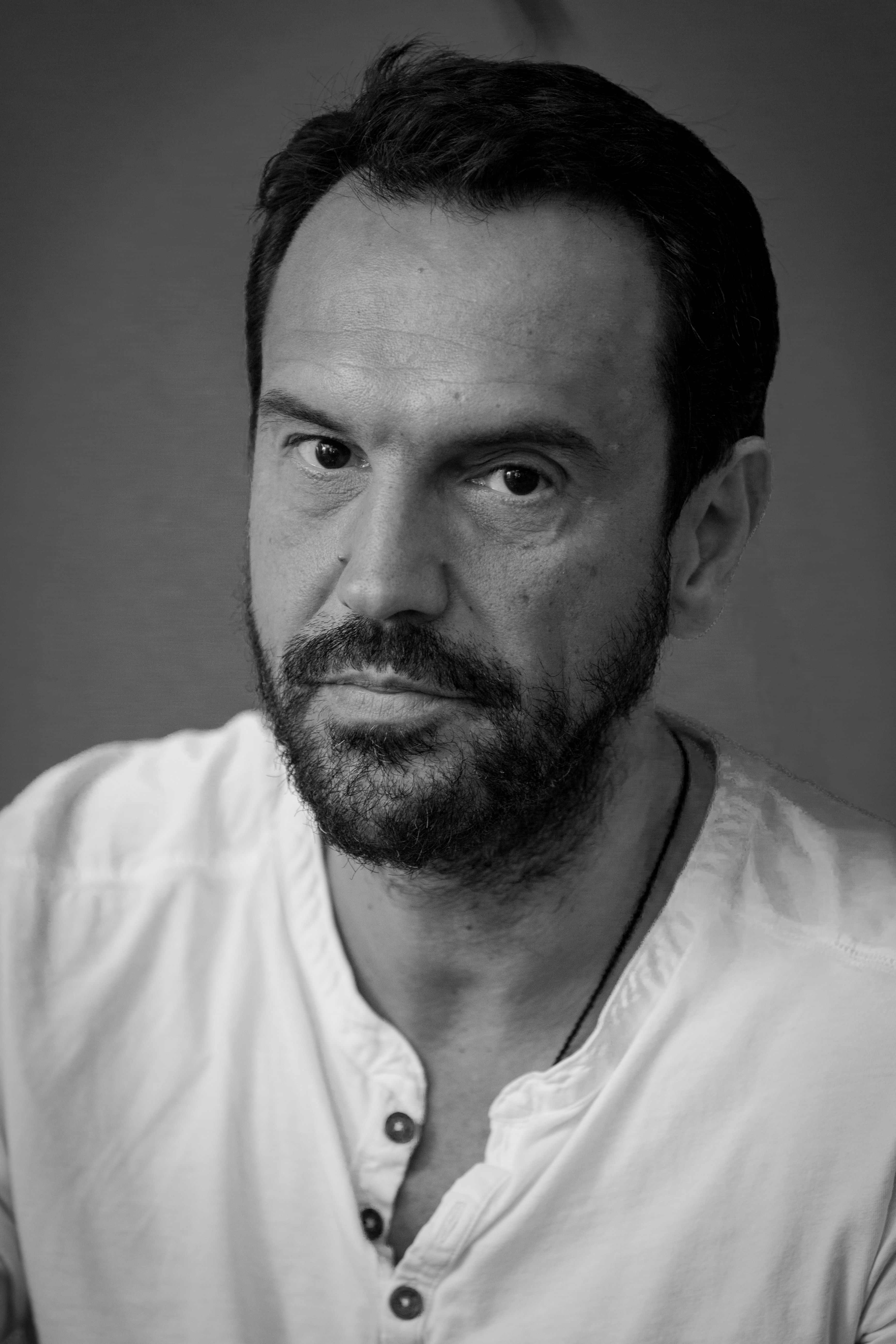
Gérald de Palmas, co-coach de Garou

### Épisode 7: lesbattles(1)
Le septième épisode a été diffusé le 22 février 2014 à 20h55.

### Épisode 8: lesbattles(2)
Le huitième épisode a été diffusé le 1er mars 2014 à 20h55.

### Épisode 9: lesbattles(3)
Le neuvième épisode a été diffusé le 8 mars 2014 à 20h55.

### Épisode 10: lesbattles(4)
Le dixième épisode a été diffusé le 15 mars 2014 à 20h55.

### Bilan desbattles
Candidats retenus après les battles, et qui participeront à l'Épreuve ultime avant les directs (en italique, les candidats repêchés d'une autre équipe) :
| Florent Pagny        | Jenifer                        | Mika                         | Garou               |
| -------------------- | ------------------------------ | ---------------------------- | ------------------- |
| Wesley               | Manon Trinquier                | Marina D'Amico               | Maximilien Philippe |
| Alexia Rabé          | Ginie Line                     | Caroline Savoie              | Flo                 |
| Stacey King          | Elliott Schmitt                | Spleen                       | Mélissa Maugran     |
| Teiva                | Emma Shaka                     | Élodie Martelet              | Igit                |
| Juliette Moraine     | Amir Haddad                    | Fabienne Della-Moniqua       | Gwendal Marimoutou  |
| Bruno Moreno         | Lioan                          | Kendji Girac                 | Tifayne             |
| Adrien Abelli        | La Petite Shade                | Fréro Delavega               | Natacha Andreani    |
| Claudia Costa (Mika) | Julie Erikssen (Florent Pagny) | Jacynthe Véronneau (Jenifer) | Mélissa Bon (Mika)  |
| Charlie (Garou)      | Roman (Garou)                  | Cloé (Garou)                 | Pierre Edel (Mika)  |

## Étape 3:L'Épreuve ultime
L'Épreuve ultime est une nouvelle étape de la saison, qui dure deux émissions. Le but est de réduire les équipes à six candidats.
Au sein de leurs équipes respectives, les coachs choisissent un trio de candidats, selon les registres vocaux de leur candidats, pour chanter chacun une chanson de leur choix. À chaque prestation de trio, deux des trois candidats présentés sont qualifiés par leur coach pour les lives, le dernier candidat est définitivement éliminé.
Garou et Jenifer présentent leurs trios le 22 mars 2014, Mika et Florent Pagny présentent leurs trios le 29 mars 2014. Dans la suite, Louane est invitée le 22 mars et Atef le 29 mars.
| Légende | Le candidat remporte l'épreuve | Le candidat est éliminé définitivement |

### Épisode 11:L'Épreuve ultime(1)
Le onzième épisode a été diffusé le 22 mars 2014 à 20h55. Les coachs ont chanté Vieille Canaille de Serge Gainsbourg et Eddy Mitchell, au début de l'émission.

### Épisode 12:L'Épreuve ultime(2)
Le douzième épisode a été diffusé le 29 mars 2014 à 20h55.

### Bilan de l'Épreuve ultime
Candidats retenus après l'Épreuve ultime et qui vont participer aux primes en direct :
| Équipes à l'issue de l'épreuve ultime | Équipes à l'issue de l'épreuve ultime | Équipes à l'issue de l'épreuve ultime | Équipes à l'issue de l'épreuve ultime |
| Florent Pagny                         | Jenifer                               | Mika                                  | Garou                                 |
| ------------------------------------- | ------------------------------------- | ------------------------------------- | ------------------------------------- |
| Bruno Moreno                          | Ginie Line                            | Spleen                                | Flo                                   |
| Stacey King                           | Emma Shaka                            | Élodie Martelet                       | Maximilien Philippe                   |
| Juliette Moraine                      | Manon Trinquier                       | Caroline Savoie                       | Pierre Edel                           |
| Wesley                                | La Petite Shade                       | Marina D'Amico                        | Natacha Andreani                      |
| Charlie                               | Lioan                                 | Fréro Delavega                        | Igit                                  |
| Claudia Costa                         | Amir Haddad                           | Kendji Girac                          | Tifayne                               |

## Étape 4: lesprimes
Il ne reste plus que 24 candidats en lice : 6 dans chaque équipe. À chaque prime, un ou plusieurs candidats de chaque équipe va quitter l'aventure. Lors des deux premiers primes, les équipes sont divisées en deux : trois candidats par équipe sont soumis au public.
| Légende | Candidat(e) sauvé(e) par les votes du public | Candidat(e) sauvé(e) par son coach | Candidat(e) éliminé(e) |

### Épisode 13:prime1
Le treizième épisode a été diffusé le 5 avril 2014 à 20h55. Les coachs ont chanté Relax, Take It Easy de Mika, Tourner ma page de Jenifer, Et un jour une femme de Florent Pagny, et Seul de Garou, au début de l'émission.

### Épisode 14:prime2
Le quatorzième épisode a été diffusé le 12 avril 2014 à 20h55.

### Épisode 15:prime3
Le quinzième épisode a été diffusé le 19 avril 2014 à 20h55. Les coachs ont chanté Quand on arrive en ville, de Luc Plamondon et Michel Berger, au début de l'émission.
Il ne reste plus que 16 candidats, 4 par équipe. Dans chaque équipe, le public en sauve deux, le coach en sauve un, et le dernier candidat est éliminé.

### Épisode 16:prime4 (quarts de finale)
Le seizième épisode a été diffusé le 26 avril 2014 à 20h55. Les coachs ont chanté Kiss, de Prince, au début de l'émission.
Il ne reste plus que 12 candidats, 3 par équipe. Dans chaque équipe, le public en sauve un, le coach en sauve un, et le dernier candidat est éliminé.

### Épisode 17:prime5 (demi-finale)
Le dix-septième épisode a été diffusé le 3 mai 2014 à 20h55.

### Épisode 18:prime6 (finale)
Le dernier épisode a été diffusé le 10 mai 2014 à 20h55.
Les 4 finalistes ont chanté, avec Kylie Minogue, Can't Get You Out of My Head (Kendji Girac), All the Lovers (Wesley), I Was Gonna Cancel (Amir Haddad) et Into the Blue (Maximilien Philippe), au début de l'émission.
Les 4 coachs ont chanté Everybody Needs Somebody to Love de The Blues Brothers, à la fin de l'émission.

## Candidats etsingles
| Candidat                             | Année     | Single                                            | Liens |
| ------------------------------------ | --------- | ------------------------------------------------- | ----- |
| Marina D'Amico                       | 2011 2013 | Tombé du ciel Peur du vide                        | 1 2   |
| Fréro Delavega                       | 2014      | Sweet Darling Le Chant des sirènes Mon petit pays | 3     |
| Sophie Delmas                        | 2001 2002 | Pour aimer plus fort Rêver d'être une star        | 4 -   |
| Julie Erikssen (sous le nom de Jody) | 2003 2004 | Dans ce monde Entre l'ombre et la lumière         | 5 6   |
| Amir Haddad                          | 2008      | Kashe limtso milim                                | 7     |
| Igit                                 | 2013 2014 | Million Cigarettes My Home                        | 8 9   |
| Ginie Line                           | 2001 2005 | Le Dilemme Jusqu'à la tolérance                   | 10 11 |
| Edu del Prado                        | 2008      | 1-2-3-4 (Don't You Think)                         | 12    |
| Alexia Rabé                          | 2014      | Everyday                                          | 13    |
| Spleen                               | 2008 2013 | Love Dilemme Que je t'aime                        | 14 15 |
| Jacynthe Véronneau                   | 2014      | Assez de moi                                      | 16    |

## Audiences

### Primes
| Jour et horaire de diffusion                          | Audience moyenne          | Audience moyenne | Classement des audiences de la soirée | Références |
| Jour et horaire de diffusion                          | Nombre de téléspectateurs | PDM              | Classement des audiences de la soirée | Références |
| ----------------------------------------------------- | ------------------------- | ---------------- | ------------------------------------- | ---------- |
| Samedi 11 janvier 2014 (Auditions 1) 20:50 – 23:15    | 9 808 000                 | 40,5 %           | 1er                                   | [ 26 ]     |
| Samedi 18 janvier 2014 (Auditions 2) 20:50 – 23:15    | 8 834 000                 | 39,5 %           | 1er                                   | [ 27 ]     |
| Samedi 25 janvier 2014 (Auditions 3) 20:50 – 23:15    | 8 970 000                 | 38,4 %           | 1er                                   | [ 28 ]     |
| Samedi 1er février 2014 (Auditions 4) 20:50 – 23:15   | 8 843 000                 | 39,1 %           | 1er                                   | [ 29 ]     |
| Samedi 8 février 2014 (Auditions 5) 20:50 – 23:15     | 8 052 000                 | 36,1 %           | 1er                                   | [ 30 ]     |
| Samedi 15 février 2014 (Auditions 6) 20:50 – 23:15    | 8 072 000                 | 35,5 %           | 1er                                   | [ 31 ]     |
| Samedi 22 février 2014 (Battle 1) 20:50 – 23:15       | 7 444 000                 | 34,8 %           | 1er                                   | [ 32 ]     |
| Samedi 1er mars 2014 (Battle 2) 20:50 – 23:15         | 7 120 000                 | 32,6 %           | 1er                                   | [ 33 ]     |
| Samedi 8 mars 2014 (Battle 3) 20:50 – 23:15           | 6 843 000                 | 31,4%            | 1er                                   | [ 34 ]     |
| Samedi 15 mars 2014 (Battle 4) 20:50 – 23:15          | 6 728 000                 | 31,3%            | 1er                                   | [ 35 ]     |
| Samedi 22 mars 2014 (Épreuve ultime 1) 20:55 – 23:15  | 6 920 000                 | 30,1%            | 1er                                   | [ 36 ]     |
| Samedi 29 mars 2014 (Épreuve ultime 2) 20:55 – 23:15  | 6 345 000                 | 30,1%            | 1er                                   | [ 37 ]     |
| Samedi 5 avril 2014 (Prime 1) 20:55 – 23:20           | 6 792 000                 | 32 %             | 1er                                   | [ 38 ]     |
| Samedi 12 avril 2014 (Prime 2) 20:55 – 23:20          | 5 736 000                 | 27,8%            | 1er                                   | [ 39 ]     |
| Samedi 19 avril 2014 (Prime 3) 20:55 – 23:35          | 5 341 000                 | 26,6%            | 1er                                   |            |
| Samedi 26 avril 2014 (Quarts de finale) 20:55 – 23:35 | 5 991 000                 | 28,5%            | 1er                                   | [ 40 ]     |
| Samedi 3 mai 2014 (Demi-finale) 20:55 – 23:35         | 5 730 000                 | 26%              | 1er                                   | [ 41 ]     |
| Samedi 10 mai 2014 (Finale) 20:55 – 23:35             | 6 155 000                 | 28,7%            | 1er                                   | [ 42 ]     |

Légende :
- Les plus hauts chiffres d'audience
- Les plus bas chiffres d'audience

| Légende : The Voice 3 /L'after |

### The Voice, la suite
| Jour et horaire de diffusion          | Audience moyenne          | Audience moyenne | Références |
| Jour et horaire de diffusion          | Nombre de téléspectateurs | PDM              | Références |
| ------------------------------------- | ------------------------- | ---------------- | ---------- |
| Samedi 11 janvier 2014 23:15 – 00:05  | 4 800 000                 | 33 %             | [ 43 ]     |
| Samedi 18 janvier 2014 23:15 – 00:05  | 3 400 000                 | 29,4 %           | [ 44 ]     |
| Samedi 25 janvier 2014 23:15 – 00:05  | 3 430 000                 | 26,7 %           | [ 45 ]     |
| Samedi 1er février 2014 23:15 – 00:05 | 3 080 000                 | 25,8 %           | [ 46 ]     |
| Samedi 8 février 2014 23:15 – 00:05   | 2 780 000                 | 23 %             | [ 47 ]     |
| Samedi 15 février 2014 23:15 – 00:05  | 2 900 000                 | 25,8 %           | [ 48 ]     |
| Samedi 22 février 2014 23:15 – 00:05  | 2 610 000                 | 23,8 %           | [ 49 ]     |
| Samedi 1er mars 2014 23:15 – 00:05    | 2 430 000                 | 22,3 %           | [ 50 ]     |
| Samedi 8 mars 2014 23:15 – 00:05      | 2 200 000                 | 20 %             | [ 51 ]     |
| Samedi 15 mars 2014 23:15 – 00:05     | 2 100 000                 | 19,1 %           | [ 52 ]     |
| Samedi 22 mars 2014 23:15 – 00:05     | 2 300 000                 | 21 %             | [ 53 ]     |
| Samedi 29 mars 2014 23:15 – 00:05     | 1 950 000                 | 19,9 %           | [ 54 ]     |
| Samedi 5 avril 2014 23:20 – 00:15     | 2 600 000                 | 23 %             | [ 55 ]     |
| Samedi 12 avril 2014 23:25 – 00:05    | 2 200 000                 | 19 %             | [ 56 ]     |
| Samedi 19 avril 2014 23:35 – 00:10    | 2 300 000                 | 22,1 %           | [ 57 ]     |
| Samedi 26 avril 2014 23:35 – 00:10    | 2 700 000                 | 22,1 %           | [ 58 ]     |
| Samedi 3 mai 2014 23:35 – 00:10       | 2 840 000                 | 22,9 %           | [ 59 ]     |
| Samedi 10 mai 2014 23:35 – 00:10      | 2 300 000                 | 19,3 %           | [ 60 ]     |

Légende :
- Les plus hauts chiffres d'audience
- Les plus bas chiffres d'audience